# Sara Mesa
Sara Mesa (Madrid, 1976) es una escritora española.     

## Biografía
Sara Mesa nació en Madrid en 1976 y se trasladó con su familia a Sevilla siendo niña, ciudad en la que actualmente reside. Estudió Periodismo y Filología hispánica.
Es conocida fundamentalmente por su obra narrativa, con libros de cuentos como La sobriedad del galápago (2008), No es fácil ser verde (2009) y Mala letra (2016) y las novelas El trepanador de cerebros (2010), Un incendio invisible (2011, reedición revisada en 2017), Cuatro por cuatro (2013, finalista del Premio Herralde de Novela), Cicatriz, (2015, Premio Ojo Crítico de Narrativa), Cara de pan (2018), Un amor (2020, considerada la mejor novela del año por El País, El Cultural y La Vanguardia) y La familia (2022, Premio Cálamo Extraordinario, Premio Andalucía de la Crítica). Algunos de sus temas recurrentes son los abusos de poder, las relaciones cotidianas conflictivas y la búsqueda de la libertad, especialmente en el mundo infantil y adolescente. De su estilo literario se ha destacado su capacidad "para crear atmósferas intrigantes, turbadoras, incluso terroríficas sin despegarse de lo reconocible, indagando, metiendo el dedo, hurgando en lances, escenarios y emociones, dando a sus personajes una profunda dimensión psicológica, inquietante a más no poder" (Manuel Hidalgo,), "una prosa de limpieza desconcertante, escueta, ágil" (Nadal Suau, ). 
Aparece en numerosas antologías como Pequeñas resistencias 5. Nuevas voces del cuento español (Páginas de espuma, 2010), Diez bicicletas para treinta sonámbulos (Demipage, 2016), Riesgo (Rata, 2017), Tríos (Anagrama, 2018), Humor negro (La Fuga, 2018) y Tsunami (Sexto Piso, 2019), entre otras. 
También es autora, junto con el escritor Pablo Martín Sánchez, de Agatha (La uÑa RoTa, 2017), donde cada uno de los autores escribe su versión de una historia esbozada por Herman Melville y de Perrita Country (Páginas de Espuma, 2021), un texto ilustrado por el dibujante Pablo Amargo sobre la extrañeza de la convivencia con animales.
En 2019 publicó Silencio administrativo, un ensayo sobre la crueldad burocrática a la que están sometidas las personas en situación de pobreza extrema basado en un caso real.
Su obra ha sido traducida en EEUU, Italia, Holanda, Francia, Alemania, Grecia, Portugal, Serbia, Dinamarca, Arabia Saudí y Noruega.

## Premios y distinciones
- 2007 Premio Nacional de Poesía «Fundación Cultural Miguel Hernández», con el poemario Este jilguero agenda
- 2008 XI Edición de Cuentos Ilustrados de la Diputación de Badajoz, con el libro de relatos ilustrado La sobriedad del galápago
- 2011 Premio Málaga de Novela, con la obra Un incendio invisible[9]
- 2012 Finalista del Premio Herralde de Novela, con la obra Cuatro por Cuatro[10]
- 2015 Premio Ojo Crítico de Narrativa, por Cicatriz[11]
- 2017 Premio Literario Arzobispo Juan de San Clemente, por Cicatriz
- 2021 Premio Las Librerías Recomiendan, en la categoría de ficción, por la novela Un amor[12]
- 2021 Finalista Premio Strega Europeo, por Un amore, traducción italiana de Un amor
- 2023 Premio Cálamo, categoría Extraordinario, por La familia
- 2023 Premio Andalucía de la Crítica por La familia

## Obras

### Narrativa
- La sobriedad del galápago (2008, Diputación Provincial de Badajoz)
- No es fácil ser verde (2009, Everest)
- El trepanador de cerebros (2010, Tropo Editores)
- Un incendio invisible (2011, Fundación José Manuel Lara; reeditado en 2017 por la Editorial Anagrama)
- Cuatro por cuatro (2012, Editorial Anagrama)
- Cicatriz (2015, Editorial Anagrama)
- Mala letra (2016, Editorial Anagrama)
- Cara de pan (2018, Editorial Anagrama)[13]
- Un amor (2020, Editorial Anagrama)[7]
- Perrita Country (2021, Editorial Páginas de Espuma)
- La familia (2022, Editorial Anagrama)[8]
- Oposición (2025, Editorial Anagrama)[14]

### Poemas
- Este jilguero agenda (2007, Devenir)

### Ensayo
- Silencio administrativo. La pobreza en el laberinto burocrático. (Editorial Anagrama, 2019)[15]